# Annemiek Bekkering
Annemiek Bekkering (Veghel, 5 augustus 1991) is een Nederlands zeilster. Zij werd in 2018 samen met Annette Duetz wereldkampioen in 49er-FX-klasse.

## Levensloop
Bekkering groeide op in Noord-Brabant, maar leerde in Lelystad zeilen. Ze viel op in de 29er jeugdklasse, waar ze samen met Kaj Böcker Europees kampioen werd. In 2009 werd ze geselecteerd voor het Matchraceprogramma, als voordekker in de Elliott 6m-klasse, met het oog op de Olympische Spelen in Londen (2012). Het team dat naast Bekkering bestond uit Mandy Mulder en Merel Witteveen verloor echter de sail-off voor deelname aan de Spelen. 
Na de Spelen richtte Bekkering zich om de nieuwe Olympische 49er|49er-FX-klasse. Op de Wereldkampioenschappen in 2013 behaalde ze samen met stuurvrouw Claire Blom een 5e plaats. Vanaf 2014 vormde ze een team samen met Annette Duetz en behaalde zelfs een 4e plek op het WK in Santander, en verschillende andere hoge klasseringen in internationale wedstrijden. 
In de 49er-klasse mocht op de Olympische Spelen in Rio de Janeiro maar één Nederlandse boot uitkomen en er waren meer kapers op de kust. Duetz en Bekkering hadden concurrentie van Nina Keijzer en Bekkerings voormalige zeilpartner Claire Blom. Het Watersportverbond gaf in eerste instantie de voorkeur aan het duo Duetz en Bekkering en het team Blom/Keijzer werd uit financiële overwegingen buiten de selectie geplaatst. Mede door een tactische blunder verloren Duetz en Bekkering verrassende de interne selectieprocedure waardoor Blom en Keijzer in hun plaats weer terugkeerden in kernselectie. Zij slaagden er echter niet in om de te voldoen aan de kwalificatienormen van NOC*NSF voor Rio. Bekkering en Duetz werden geadopteerd door de Talentploeg, hadden op eigen kracht een financiële sponsor gevonden en bleven goede resultaten boeken.
Begin 2015 verloor het duo echter de Nationale selectie voor de Olympische Spelen in Rio de Janeiro, waardoor ze ook hun plek in de kernploeg verloren. Ze werden opgenomen in de Talentploeg en werden 4e op de Europese kampioenschappen in Porto en wonnen in 2016 een wereldbekerwedstrijd in Palma de Mallorca. Dat was genoeg om zich te plaatsen voor de Spelen in Rio. Daar werd het duo zevende. 
Duetz en Bekkering behaalden hun beste resultaat tijdens de Wereldkampioenschappen in 2018 in het Deense Aarhus, waar ze kampioen werden.

## Resultaten
Elliott 6m-klasse
- 2011 - Wereldkampioenschappen - 7e

49er FX:
- 2013 - Wereldkampioenschappen - 5e
- 2014 - Europese kampioenschappen - 4e
- 2014 - Wereldkampioenschappen - 10e
- 2014 - Sail for Gold, Weymouth -
- 2015- Delta Lloyd Regatta, Medemblik -
- 2016 - Wereldbeker, Palma de Mallorca -
- 2016 - Olympische Spelen - 7e
- 2018 - Wereldbeker, Palma de Mallorca -
- 2018 - Wereldkampioenschappen -
- 2021 - Olympische Spelen -